# Arthur de Vogüé
Pour les articles homonymes, voir Vogüé (homonymie).
Laurent Charles Arthur, comte de Vogüé, est né le 13 novembre 1838 à Paris où il est mort le 5 décembre 1924.

## Biographie
Fils de Charles Louis de Vogüé et arrière-petit-fils de Cerice de Vogüé, il fait des études à l'École spéciale militaire de Saint-Cyr. 
Le 11 janvier 1882 à Cannes, il épouse Marie Adèle Herménégilde de Contades (1861-1953) dont il a deux fils : Charles (1882-1914) et Georges (1898-1987).
Il réside la plupart du temps au château de Commarin (Côte-d'Or). Maire de Commarin, il est membre de la Commission des Antiquités de la Côte-d’Or. 
Il s'installe à Paris chaque année à la fin du mois de janvier et y demeure jusqu'au printemps. À cet effet, il fait construire par Ernest Sanson en 1882-1883 un hôtel particulier 18 rue de Martignac (VIIe) sur un terrain de 980 m² acquis en 1878, l'Hôtel de Vogüé (Paris). Ce bâtiment abrite actuellement la Fondation Robert de Sorbon. Il fréquente alors le salon mondain de Rosalie de Fitz-James ou l'on croise le romancier Paul Bourget, Charles de Chambrun, le comte Alexandre de Laborde ou Robert de Flers.

## Distinctions
- Chevalier de la Légion d'honneur (23 décembre 1870)[2]